# New York Post
New York Post este un ziar american fondat la 16 noiembrie 1801 de către Alexander Hamilton.
New York Post este deținut de News Corporation din anul 1976, cu întrerupere între 1988 și 1993.
În anul 2006, ziarul avea un tiraj de aproximativ 704.000 exemplare tipărite zilnic. În 2008, tirajul era de 702.000 exemplare, ziarul situându-se pe locul 6 în topul ziarelor din Statele Unite, după New York Daily News.